# 6655 Nagahama
6655 Nagahama eller 1992 EL1 är en asteroid i huvudbältet, som upptäcktes den 8 mars 1992 av den japanske amatörastronomen Atsushi Sugie i Dynic-observatoriet. Den är uppkallad efter den japanska staden Nagahama.
Asteroiden har en diameter på ungefär 16 kilometer och den tillhör asteroidgruppen Eos.